# Petit four (gastronomia italiana)
I petit four ("piccolo forno" in lingua francese) sono dei biscotti secchi a base di pasta di mandorle, che presentano al centro una ciliegia candita o, in altri casi, una mandorla, o una nocciola.
I petit four italiani, tradizionali del Piemonte e della Sardegna, non vanno confusi con gli omonimi e più noti dolcetti francesi, di cui esistono molte varietà.

## Prodotti simili
Nella zona di Gatteo, Cesenatico e Gambettola (Romagna) sono tradizionali i mandorlotti, che si differenziano dai petit four unicamente per la superficie ruvida non sfaccettata e per la presenza al centro di una mandorla e non di frutta candita o nocciola. Si servono in genere accompagnati da vino bianco dolce come l’Albana.